# Saykogel
Der Saykogel (auch Seikogel) ist ein 3355 m ü. A. (nach anderen Angaben 3360 m ü. A.) hoher Berg in den Ötztaler Alpen in Tirol. 
Der Gipfel liegt im Kreuzkamm zwischen Fineilspitze und Kreuzspitze. Der Gipfel ist als leichte Hochtour ohne Gletscherberührung von der Martin-Busch-Hütte oder vom Hochjochhospiz aus zu erreichen. Oft wird die Gipfelüberschreitung gewählt.

## Bilder

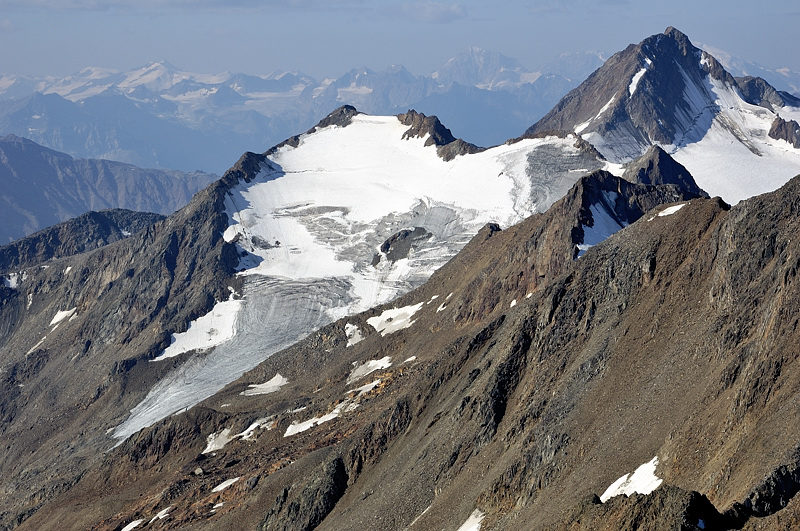
Saykogel, Hauslabkogel und Fineilspitze